# 다이애나 유잉

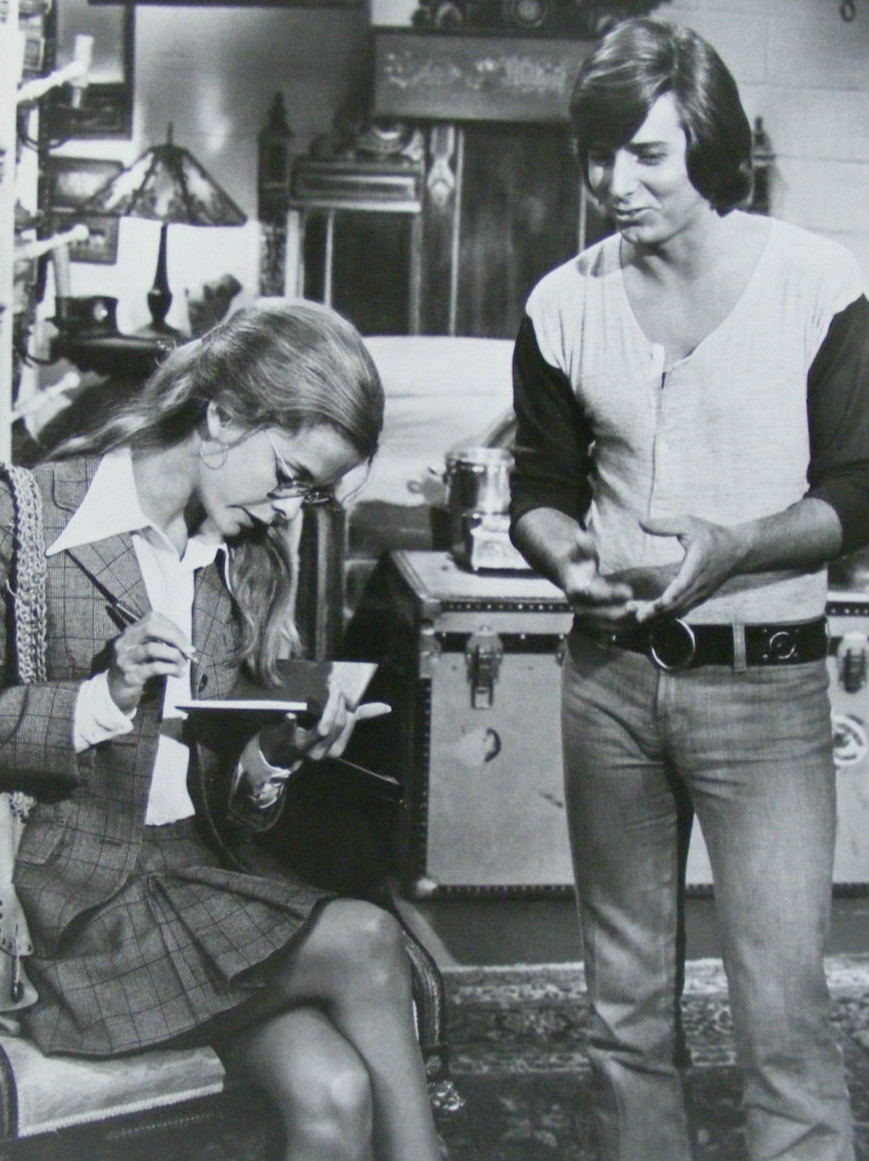

다이애나 유잉(영어: Diana Ewing, 1946년 1월 4일 ~ )은 미국의 배우이다. 하와이 호놀룰루에서 태어났고, 《추억》을 비롯한 여러 영화와 드라마에 출연했다.

## 영화
- 추억 (1973년)
- 플레이 잇 애즈 잇 레이스 (1972년)